# لون جمعي

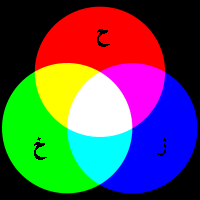
مزج الألوان الجمعية: إضافة الأحمر إلى الأخضر يعطي الأصفر، وجمع الألوان الأولية الثلاثة مع بعضها يعطي اللون الأبيض

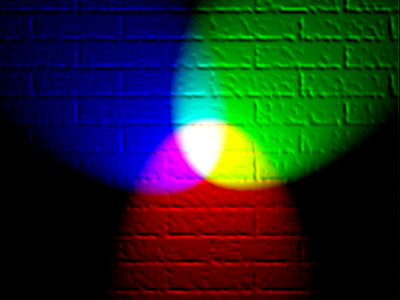
نموذج مصيّر، يظهر تمازج أضواء بلون الأحمر والأخضر والأزرق

في نظام اللون الجمعي (بالإنجليزية: Additive color)‏ يتشارك ويجمع الضوء المنبعث مباشرة من المنبع أو المضياء بطريقة ما. يستخدم نظام جمع الألوان عادة الأضواء الحمراء والخضراء والزرقاء لإنتاج الألوان الأخرى. (اقرأ أيضًا نظام ألوان أحمر أخضر أزرق (بالإنجليزية: RGB color model)‏. مزج لونين من هذه الألوان الأولية الجمعية بكمية متساوية يعطي الألوان الثانوية الجمعية، وهي السيان، والأرجواني والأصفر. مزج أضواء الألوان الأولية الجمعية الثلاثة بكثافة متساوية يعطي اللون الأبيض. بينما مزجها في حالة الأصبغة أو الخضب يعطي لونا بنيًا غير مقبول، وذلك لأن الأصبغة تتصرف بطريقة أخرى. بتفاوت (luminosity) لكل ضوء يعطي السلسلة اللونية الكاملة (سلسلة لونية) لهذه الأضواء الثلاثة.
أكبر مثال شائع على استخدام هذه الأضواء الجمعية هو في الضوء المسلط المستخدم في إضاءة المسرح (الألعاب، الحفلات الموسيقية، السيرك، النوادي الليلية، إلخ). تستخدم شاشات الحاسوب والرائي نظام يسمى المزج البصري ولا يمكن اعتباره ضوءًا جمعيًا لأن الألوان لا تتراكب فيه. حيث تكون فيه العنصورات الحمراء والخضراء والزرقاء متجاورة. فعندما يظهر اللون الأخضر على الشاشة، فإن العنصورات الخضراء فقط تنير الشاشة. وعندما يظهر اللون السيان، فإن كلا العنصورات الزرقاء والخضراء تنيران مع بعضهما الشاشة. وبالطبع عندما يظهر اللون الأبيض على الشاشة تكون عنصورات الألوان الثلاثة منيرة. وبسبب صغر حجم العنصورة وقرب العنصورات من بعضها، فإن عيوننا تمزج رؤيتهم مع بعض ويحدث نفس تأثير الألوان الجمعية.
قد تكون نتائج مزج الألوان الجمعية غير مفهومة للناس المعتادين على التعامل اليومي مع نظام الألوان الطرحية خلال تعاملهم مع الخضب، والأصبغة، والأحبار، والمواد الأخرى التي تبدي اللون للعين عن طريق الانعكاس بدلا من الإصدار.
فمثلا، في نظام الألوان الطرحية تشكل اللون الأخضر من تمازج اللون الأصفر مع الأزرق، بينما في نظام الألوان الجمعية يعطي تمازج اللون الأحمر والأخضر اللون الأصفر، أي:
الأحمر + الأخضر = الأصفر وبالتالي الأخضر= الأصفر – الأحمر.
ولا يوجد طريقة بسيطة لإنتاج اللون الأخضر. ويجب الإشارة إلى أن الألوان الجمعية هي نتيجة لطريقة التقاط العين للون، وليست خاصية للضوء. ويوجد فرق كبير بين الضوء الأصفر، ذو طول موجة يقارب 580 نانومتر، وبين مزيج من الضوء الأحمر والأخضر. والعين البشرية، تعامل كلا النوعين بنفس الطريقة، ولا نلاحظ أي فرق (انظر رؤية اللون).

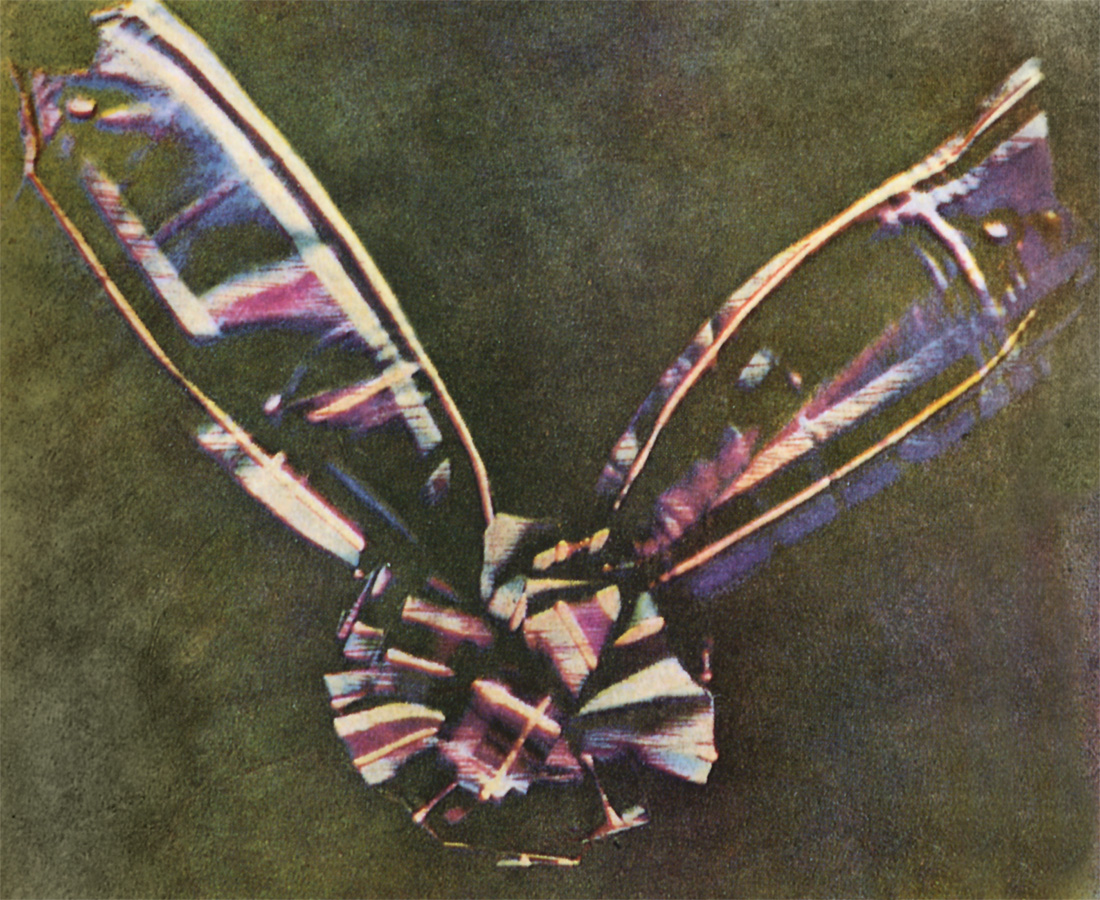
أول صورة ملونة دائمة، أخذها جيمس ماكسويل في عام 1861

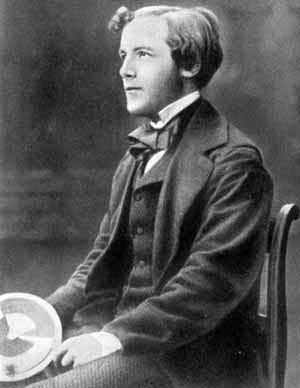
جيمس ماكسويل مع خذروف الألوان الذي استخدمه لتقصي الرؤية اللونية، والألوان الجمعية

يعتبر جيمس ماكسويل أبو الألوان الجمعية.

## اقرأ أيضًا
- لون طرحي
- جيمس ماكسويل

## وصلات خارجية
- صور وقصص من مؤسسة جيمس كليرك ماكسويل